# Bastuträsket (Norsjö socken, Västerbotten)
Bastuträsket är en sjö i Norsjö kommun i Västerbotten och ingår i Skellefteälvens huvudavrinningsområde. Sjön har en area på 1,3 kvadratkilometer och ligger 233 meter över havet. Sjön avvattnas av vattendraget Karsbäcken.

## Delavrinningsområde
Bastuträsket ingår i det delavrinningsområde (719686-169957) som SMHI kallar för Utloppet av Bastuträsket. Medelhöjden är 240 meter över havet och ytan är 8,7 kvadratkilometer. Räknas de 7 avrinningsområdena uppströms in blir den ackumulerade arean 45,99 kvadratkilometer. Karsbäcken som avvattnar avrinningsområdet har biflödesordning 2, vilket innebär att vattnet flödar genom totalt 2 vattendrag innan det når havet efter 101 kilometer. Avrinningsområdet består mestadels av skog (51 procent) och sankmarker (21 procent). Avrinningsområdet har 1,38 kvadratkilometer vattenytor vilket ger det en sjöprocent på 15,8 procent.